# 薬物依存症
薬物依存症（やくぶついそんしょう、やくぶついぞんしょう、英: substance dependence）とは、薬物を摂取した場合、薬物の効果が薄れる薬物耐性が形成され、同量の摂取量では離脱時と同様の離脱症状と渇望を呈する等の診断基準を満たした精神障害である。以上のような身体症状を示す身体的依存を含まない場合は、単に薬物乱用の状態である。しかしながら、ともに生活の支障や身体への害を認識しているにもかかわらず、薬物使用の抑制が困難になっている病態である。薬物依存症は、すべての精神障害の頻度の高い要因である。中毒の言葉は、医学的に嗜癖 (addiction) と呼ばれ、毒性作用が生じている状態を指すが、このような医学的な意味と異なって使用されている。欧米でも、LSDのように身体的依存や渇望を起こさず、単に好奇心から乱用される薬物についての議論により嗜癖という言葉で区別されてきたが、一般的には混同される。
1度の使用で依存が形成されることはなく、依存は継続的に使用された場合に形成される。依存症者は本来、意思が弱い・ろくでなしということではなく、治療が必要な病人である。覚醒剤、鎮静剤と睡眠薬、麻薬など主要な乱用薬物は、法律で規制されている。その中に身体的依存を示す物質と示さない物質とが含まれる。例外化されているタバコとアルコールは、最も公衆衛生上の被害をもたらしている薬物依存症の原因となる物質であり、規制されている薬物と同等の依存性を持つ。そして依存してから半分の人々が依存を脱している期間は、ニコチンで26年、アルコールで14年、大麻で6年、コカインで5年である。
薬物依存症の症状としては、渇望のような精神的依存と、離脱症状を伴う身体的依存がある。薬物からの離脱において、アルコールや睡眠薬からの離脱のように離脱症状が致命的となる可能性があるため、場合により医学的監視が必要な薬物と、たばこの禁煙のように比較的安全なため医学的監視が必要でないものとがある。科学的根拠に基づけば、依存性薬物からの解毒（離脱）には急速な断薬は推奨されず、離脱を制御しやすいほかの交叉耐性を持つ同種の薬物に置き換えた後に、徐々に漸減することが多い。禁断を保つためには、動機づけ面接や認知行動療法の有効性が報告されており、また幻覚剤は依存症の治療に応用する研究が行われてきた。
国際的に「刑罰ではなく治療へ」というのが主流であるが、日本では精神医療の専門家でさえ厳罰化を唱えることがあり、日本では依存症の治療施設が少なく、鎮静剤による依存が増加している。道徳教育や、刑罰が有効であることは示されていない。周囲に必要とされるのは、一貫して、敬意を保ち、裁かない態度である。日本での覚醒剤の乱用者は、高い再犯率を維持していることから、刑罰が依存症に効果を上げていないという指摘がある。

## 用語
1964年には、世界保健機関の専門委員会は、嗜癖 (addiction) の用語を依存症 (“dependence”) と置き換え、依存症の定義を、定期的または継続的に薬物を反復的に摂取している状態とした。
1980年代には欧米で、LSDのような身体的依存や渇望を起こさず、単に意識を変容させるための好奇心から乱用される薬物についての議論が持ち上がり、嗜癖 (addiction) という言葉で区別されたが、依存と嗜癖の用語は一般的には混同される。
日本では、1975年時点で、柳田知司は依存症の意味での中毒の語は破棄して、依存症の語の使用を提案している。医学的に中毒 (intoxication) とは、依存ではなく、過剰摂取によって有害作用が生じている状態である。
レクリエーショナルドラッグとは、活力や、多幸感 (Euphoria) や快感を生じさせるという目的での薬物の使用を描写するための、比較的新しい医学的でない用語である

## 影響
「まだ大丈夫」・「自分はいつでも止められる」と問題性を否認しているうちに、肉体・精神・実生活が徐々に蝕ばまれ、やがて依存しなければ日常生活もままならない状態となり、最終的には依存者本人の人生をも破壊していく。それだけでなく、家族などの周囲をも巻きこむ場合も多く、社会生活や生命の破滅にいたることも稀でない。
強迫性障害に伴う気分変調を紛らわすという目的で薬物に依存し、アルコール依存症などに陥る場合もある。ニコチン依存症は喫煙のように、依存者自身やその周囲にいる他者へ受動喫煙として悪影響を与えることで、生活習慣病や重大な死因、気管支の疾患や胎児へ影響し、健康に対する影響が社会的に甚大となる薬物もある。
アルコールへの依存も、未成年者の脳の発育や胎児、生活習慣病や肝臓の疾患に影響する。これらを日本での社会的な費用に換算すると、喫煙は社会全体で約4兆円の損失、アルコールは社会全体で医療費や収入減などを含め約6兆6千億円になるとされる。2008年には、日本の薬物の治療施設において鎮静剤の患者が第2位となり急増しており、医療観察法によって入院となった者でも入院前に依存・乱用が気付かれていた者はその3分の1である。

## 診断基準

### 世界保健機関
ICD-10（『疾病及び関連保健問題の国際統計分類』）における、診断コードF1x.2が依存症(英: dependence syndrome)である。以下の診断基準が、前年に3つ以上同時に存在した場合にのみ診断が確定される。
- 物質への強い渇望感。
- 摂取する行動を管理することが困難である。
- その物質に特徴的な生理学的離脱状態（F1x.3とF1x.4参照）が、使用の中止や減量に伴って存在し、同じ（または類似の）物質が、離脱症状を避ける目的で使用されている。
- 耐性が生じて、当初より使用量が増加している。
- 物質の使用が原因で、他の楽しいことを軽視するようになり、物質の入手や摂取、作用に要する時間が増加している。
- 有害となっているのに物質の使用が持続している。それは過度の飲酒を経て肝臓に害があるとか、激しい物質使用の期間の結果として生じる抑うつ気分状態であるとか、あるいは薬物に関連した認知機能の障害といったものである。

世界保健機関によれば、SSRI抗うつ薬の離脱症状を表現するのに、中断症候群(英: discontinuation syndrome)という言葉を用い、依存症との関連付けを避けているが、この薬剤に対する依存症が報告されている。

### アメリカ精神医学会
アメリカ精神医学会（APA）による診断基準では、物質依存症は以下のように定義される。12か月の間に、以下の3つ以上が起こっており、著しい障害や苦痛をもたらしている。
- 耐性は、使用量の増加や、同量を使用した場合の効果の減少によって確認される。
- 離脱は、その物質に特有の離脱症状（その物質の離脱の診断基準AおよびB）や、離脱症状を避けるために同じか似た物質が摂取されていることによって確認される。
- 頻繁に、大量に、あるいは目的よりも長期間摂取されている。
- 持続して渇望しており、使用の制御に失敗している。
- 複数の医者を訪れたり、チェーン・スモーキングしたりなど、入手や使用、また作用からの回復に多くの時間を要している。
- 重要な社会的活動、または娯楽が、使用のために減っている。
- 物質の使用が原因となる身体や心理的な問題が持続しているが、物質が使用されている。

DSM-IVによる物質依存の特徴は、耐性、離脱、強迫的な使用である。DSMには重症度の概念が存在するため、臨床的に著しい苦痛や機能の障害を引き起こしていない場合は、除外され、それは単に娯楽的な使用である。
DSM-IVでは、臨床的に離脱症状が生じることが確認されていない幻覚剤には、離脱の診断基準は用いることができない。
DSM-5において、物質乱用と物質依存症を廃止・統一し、新しく物質使用障害を用意したが、以下のような論争があり、DSM-IVの編集委員長のアレン・フランセスは、ICDによる依存と乱用を区別した診断コードの使用を推奨している。
以前のDSMで用意した物質乱用は一過性のものだが、新しい診断名を使うことによって常用者のようなレッテルを張り、当人が不利益を被る可能性がある。一時的な乱用者とすでに依存症が進んだ者とでは、予後、治療の必要性などが異なり、そのような区別をもたらす臨床上の重要な情報が失われる。

#### 鑑別診断
耐性や離脱、強迫的な使用がない場合、物質乱用である。

## 原因
1度の使用で依存が形成されることはなく、依存は継続的に使用された場合に形成される。依存症者は本来、意思が弱い・ろくでなしということではなく、治療が必要な病人である。
薬物のもたらす快感は反復的な使用のもっとも重要な原因である可能性は高い。すべての薬物が依存症を引き起こすわけではなく、薬物が引き起こす快感は、急性の作用（ラッシュ）と続く多幸感から成り立ち、依存へとつながる精神的な動因がもたらされる。喫煙や注射はラッシュを大きくし依存の可能性を高めるし、比較して、経口摂取された場合には多幸感は長く続く。急速に代謝される薬物は、より強い耐性と離脱症状を生じ可能性がある。
依存症を引き起こすことが知られている薬物は違法薬物、処方箋医薬品、市販薬などに区別される。
アメリカ依存医学会によると、以下のように分類される。
- 覚醒剤 (中度から重度の精神的依存、離脱は単純に心身、精神的):
  - アンフェタミン や メタンフェタミン
  - コカイン
  - ニコチン
  - カフェイン
- 鎮静剤 と 睡眠薬 （軽度から重度の精神的依存、重度の身体依存、急な離脱が致命的になることがある）
  - アルコール
  - バルビツール酸
  - ベンゾジアゼピン 特にフルニトラゼパム、トリアゾラム、テマゼパムおよびニメタゼパム、Z薬もベンゾジアゼピンと同様である
  - メタカロン、キナゾリノン関連の鎮静催眠薬
- 麻薬類
  - 大麻
  - アヘン剤とオピオイド鎮痛薬 （軽度から重度の精神依存、軽度から重度の身体依存、急な離脱が致命的になることはほとんどない）
  - モルヒネ と コデイン、それらの天然麻薬性鎮痛薬
  - 半合成アヘン(ヘロインなどモルヒネジアセテート、ジアセチルモルヒネ） オキシコドン、ブプレノルフィン、ヒドロモルフォン
  - 全合成オピオイド フェンタニル メペリジン/ペチジン、メサドン

これらの薬物は、1961年の麻薬に関する単一条約からはじまる国際条約において、医療用途がないスケジュールIと、医療用途があり乱用の危険度によりスケジュールII以下で分類される物質が乱用の危険性がある物質であり、規制の対象となる。その中に身体的依存を示す物質と示さない物質とが含まれる。各国は国際条約に批准しているため、アメリカでは規制物質法、イギリスでは1971年薬物乱用法、日本では麻薬及び向精神薬取締法をはじめとした薬物四法で規制されている。そのほかに例外化されているタバコとアルコールは、最も公衆衛生上の被害をもたらしている薬物依存症の原因となる物質である。

### 依存性
薬物依存症の可能性については、個々の薬物ごとにそれぞれ異なる。その薬物の摂取量、摂取頻度、物質、投与経路、薬物動態などが、薬物依存形成の要素である。
薬物を使用したことがある者が生涯において依存症へと移行する累積的な割合は、ニコチン使用者で67.5%、アルコール使用者で22.7%、コカイン使用者で20.9%、大麻使用者で8.9%。
LSDやMDMAのような幻覚剤では精神依存は多少あるが、身体依存はないと理解されている。すぐに耐性が生じることから、乱用され難しく、離脱症状の存在も不明瞭である。
医学雑誌『ランセット』に示された、20の薬物について、依存症の専門家による点数付けを平均した身体的依存、精神的依存、快感の平均尺度が0 - 3の範囲で示された。カフェインは研究に含まれていない。
| 薬物             | 平均 | 快感 | 精神的依存 | 身体的依存 |
| ---------------- | ---- | ---- | ---------- | ---------- |
| ヘロイン         | 3.00 | 3.0  | 3.0        | 3.0        |
| コカイン         | 2.37 | 3.0  | 2.8        | 1.3        |
| アルコール       | 1.93 | 2.3  | 1.9        | 1.6        |
| たばこ           | 2.21 | 2.3  | 2.6        | 1.8        |
| バルビツール酸   | 2.01 | 2.0  | 2.2        | 1.8        |
| ベンゾジアゼピン | 1.83 | 1.7  | 2.1        | 1.8        |
| アンフェタミン   | 1.67 | 2.0  | 1.9        | 1.1        |
| 大麻             | 1.51 | 1.9  | 1.7        | 0.8        |
| LSD              | 1.23 | 2.2  | 1.1        | 0.3        |
| エクスタシー     | 1.13 | 1.5  | 1.2        | 0.7        |

### 離脱症候群と耐性
離脱症候群（古くは退薬症候）とは、摂取した薬物が身体から分解や排出され体内から減ってきた際に起こるイライラをはじめとした不快な症状である。このような離脱症状を回避するために、繰り返し薬物を摂取することは、依存症の診断基準を満たす。またアルコールのように、振戦（手の震え）などの身体に症状が生じる場合もある。
離脱症状と依存症には因果関係はないというのは、離脱症状が軽度であれば離脱は困難ではなく、断薬できるということは依存症の定義を満たさないためである。
耐性とは、連用することによってその薬物の効果が弱くなることである。これを薬物に対する耐性の形成と呼ぶ。耐性が存在しない薬物もある。薬物が効きにくくなるたびに使用量が増えていくことが多く、最初は少量であったものが最後には致死量に近い量を摂取するようになることすらある。耐性が形成されやすい薬物として、アンフェタミン類、モルヒネ類（オピオイド類）、アルコールなどが挙げられる。

### 生理学的な説明
依存性薬物の作用機序は様々であるが、その多くに直接的にせよ間接的にせよ共通しているのが、脳内で本来働いている物質と同様に働き、脳がその違いを区別できないアゴニストとしての作用によるものである。典型的な例としてはオピオイド（例: ヘロイン、モルヒネ、アヘン等）が挙げられる。特定の受容体に対して本来正常に機能している内因性の脳内物質（この場合はβ-エンドルフィンなどいくつかあるオピオイド受容体のアゴニストまたはアンタゴニストといった内因性リガンド）に代わり、通常（内因性のアゴニスト）ではありえないほど強力かつ長時間アゴニストとして作用することによって作用する。また、それらに対して拮抗的に作用するのがナルトレキソンやナロキソンなどのアンタゴニストである。
身体的依存性のある薬物の血中濃度が低下してくると、生理的、心理的に不快な離脱症状として多彩な症状が生じる。オピオイドの場合は、どれほど耐えがたい離脱症状であっても通常致命的ではない。この離脱症状の辛さは、再び薬物を摂取したいという欲求の強力な誘因の一つとなる。
離脱症状はアゴニストとして働いていた物質が単に身体にとって不十分になれば程度の差はあれ生じる。しかし、個々の薬物の摂取後の血中濃度や薬物動態と症状の発現や程度は必ずしも相関しないことも多い。そうして断薬を継続すれば、慢性的な薬物摂取のため低下していた内因性アゴニストの分泌や受容体の数、感受性等が徐々に回復して正常化していき、そうすることで離脱症状も徐々に薄れていく。最終的に、離脱症状と身体的依存の状態から完全に回復する。しかし一般的に行われている治療では、それでもまた薬物中毒者に戻ってしまう人々の割合、すなわち再発率は高いことが多くの研究によって明らかになっている。

### ミクログリアについての基礎研究
薬物依存は、中枢神経系のミクログリアと強い関連が示唆されている。マウスを用いた実験では、メタンフェタミン・コカイン・モルヒネ・エタノールなどがミクログリアを活性化させる。ミノサイクリンの前投与は、メタンフェタミンやモルヒネの条件付け場所嗜好 (CPP) を阻止し、マウスの精神的依存を抑制した。コカインの反復投与によって誘発されたマウスの自発運動亢進が、ミノサイクリン投与によって大幅に抑制された。動物実験でミノサイクリンなどのテトラサイクリン系がエタノール摂取量を大幅に減少させたため、重度アルコール依存症の有望な治療薬であると期待される。

## 薬物と致死性

縦軸：依存の可能性の度合いを示し、上に行くほど依存の可能性が高いことを示す。
横軸：致死量に対する活性量の割合を示し、右に行くほどその割合が高いことを示す。

ヘロインやモルヒネなどのオピオイド系麻酔薬も呼吸中枢を抑制する危険性が高く、安全域が狭い。アルコールはそれらに匹敵するほど高く、バルビツール酸系睡眠薬や、ベゲタミン（商標名）や、ペントバルビタール（商標名ラボナ）も致死量に対する作用量の割合が高い。
薬の種類としては、バルビツール酸系に代わり、ベンゾジアゼピン類が用いられることも多いが、フルニトラゼパム（商標名ロヒプノール、サイレース）のような強力なベンゾジアゼピン類も致死性が近いことには変わりがない。
アルカロイドの1種であるカフェインのような薬物では、作用量と致死量との差が100倍あるが、こうした薬物の場合オーバードースによる死は起こりがたい。一方、作用量と致死量が近い薬物を日常的に利用している場合、薬物に耐性がついて以前と同じ量では効かなくなるが、しばらく利用をやめることにより耐性が回復したにもかかわらず、以前と同じ感覚で利用した場合に、致死量を摂取してしまう場合がある。これには、特にヘロイン、コカイン、アンフェタミン、アルコール、バルビツール酸系医薬品や、これらの同時摂取が当てはまる。
特に薬物依存症者の死亡率は、アルコールでも6倍、20倍とこのグループの自殺率を大幅に上げているのは、鎮静催眠薬である。最近では、危険性のないベンゾジアゼピン系（抗不安薬と同じ）や、さらに危険性のない非ベンゾジアゼピン系睡眠薬というのが開発されている。これらは適量では死に至る事はないが、多量摂取によっての死亡例も報告されている。

## 寛解率
依存症の罹患から半分の人々が依存を脱している期間は、ニコチンで26年、アルコールで14年、大麻で6年、コカインで5年である。また別の研究では、ニコチン27年、アルコール13年、大麻5年、コカイン4年である。処方されたオピオイド、精神安定剤、精神刺激薬では4-5年である。別の調査では、アルコールで平均15年、大麻での平均6年、コカインでの平均4年を報告し、ほとんどの者は30歳くらいになれば違法薬物を卒業する。

## 治療
各薬物ごとに、さまざまな離脱の計画のための証拠がある。また、薬物依存を専門に扱う病院や施設が存在する。しかしながら、治療が科学的根拠に基づいていないことが多いと指摘されている。診療科としては、薬物治療専門科や精神科などを受診する場合が多い。また、各地域の精神保健福祉センターも薬物依存に関する相談を受け付けており、患者や家族の支援を積極的に行う施設の紹介等をしてもらうこともできる。
依存症の専門医は回復が目的なので時折使ってしまった違法薬物の使用について、患者と医師との間の守秘義務として外部に漏らさないが、それ以外の医師や救急医療センターでは警察に通報してしまう場合もある。
初診時の対応は極めて重要であり、「ようこそ」というスタンスを基本として、治療が継続するよう十分配慮する必要がある。治療継続のためには、患者に信用してもらう（信頼関係を築く）ことや、治療に対するモチベーションを高めることが求められる。拙速に薬物使用を責めたり、断薬を強要したりすることなく、依存症という病気に罹患しながらもここまで生き延びてきたこと、受診という行動に移せたことを評価することが重要である。
また、薬物使用があっても通報しないことを保障して、安心して相談できる場になるよう心がけることも大切である。薬物使用の有無に囚われず、背景にある「生きづらさ」「孤独感」「安心感・安全感の欠如」に思いを馳せた支援を行う。

### 解毒
アルコールからの離脱は、致命的な振戦せん妄(DT)の可能性がある。離脱から48時間までに発作や幻覚を含む重篤な症状が出現し、4日までにDTが発現する可能性があり、全体で7 - 10日要し、医学的管理が伴えばDTや急性アルコール誘発性発作を軽減できる。ベンゾジアゼピン系薬が離脱症状の緩和のために用いられるが、アルコールとの併用は致命的なため、注意を要する。
ベンゾジアゼピン系のような抑制剤からの離脱は、一部では致命的である。アルコールの離脱に類似した発作やせん妄が生じる可能性がある。離脱症状は2週間まで続き、一部の症状は4 - 6か月持続する（遷延性離脱症候群）。ゆえに、血中半減期の長い長時間作用型のほかの医薬品に置換し、数週間から数カ月にわたり漸減することが推奨される。
オピオイドからの急激な離脱は推奨されない。離脱による禁断症状は、7日から数週間続き、漸減するか置換により離脱症状を緩和する。メサドンは、依存症の危険性はあるがオピオイドより危険性が少ないと考えられ、またオピオイドやアルコールのような激しい離脱症状を呈さないため置換の手段の1つである。
ニコチン、大麻、コカインからの離脱には入院は要さない。
タバコからの離脱は、危険ではなく医療的監視を要さない。離脱症状は数時間ではじまり、数日で頂点に達し、多くは数週間で治まり、一部では数カ月続く。離脱症状を軽減するために、パッチやガムによるニコチン置換療法（NRT）が広く用いられる。
覚醒剤からの離脱に関する証拠はあまり存在しない。離脱症状の緩和に有効性が示された医薬品はない。
大麻の離脱症状はまれで、幻覚剤には離脱症状はない。

### 心理療法
動機づけ面接(MI)、動機強化療法(MET）、認知行動療法(CBT)といった心理療法の有効性が示されている。MIとMETは、一年後の禁欲が65.5%に対して、この心理療法を受けていない場合37%である。12週間では、標準的な個別カウンセリングよりも、アルコールや他の薬物の使用を減少させている。
また、日本ではSMARPP（Serigaya Methamphetamine Relapse Prevention Program：せりがや覚せい剤依存再発防止プログラム）と呼ばれる集団認知行動療法によるグループワークの有効性も報告されている。このプログラムでは、再使用の有無よりも、治療継続性が重視されている。さらに、渇望や失敗を正直に話せる安全な場を作ること、報酬を積極的に用いること、ほかの地域資源へのつながりを支援することなども特徴としている。
加えて、ストレスや渇望への適切な対処法（「ストレス管理#技法」も参照）を身につけられるようサポートすることも大切である。ストレスや渇望への対処法を含めて、薬物によらず満足できる人生を送るために必要なスキルを習得することを支援する。
上記のような心理療法を行う中で、セラピストは患者を一人の人間として尊重し、思いやりを持ち、丁寧に関わっていく。患者は共感・受容されている感覚を持つことができ、それが結果的に心理療法の効果をさらに高めていく。
ヤキを入れるといった行為も、すでに依存状態に陥り自信を失っている依存症者自身のさらなる失望につながり、自傷行為的な自暴自棄な薬物使用を誘うとされる。周囲に必要とされるのは、一貫して、敬意を保ち、裁かない態度である。

### 幻覚剤を用いた治療研究
アルコホーリクス・アノニマス (AA) の創始者のビル・ウィルソンの宗教体験はLSDによるものと言われている。幻覚剤は依存症の治療に効果を見せている。
LSDは、1950年代から1970年代初頭まで（つまり流通してから規制されるまで）のは、アルコール依存症の心理療法の効果を高めるとみなされており、30以上の研究報告があり、2012年にこれらのデータを結合したメタアナリシスを解析すればLSDを用いた場合は59%が禁酒を継続しており、偽薬では38%であった。ケタミンを薬物依存症の治療に使った研究を調査した2018年のシステマティックレビューでは、1997年から2018年までの間に7研究を見つけ、アルコールやヘロインやアヘンを含むオピオイドでの禁断率の上昇が認められ、2年まで追跡された研究であった。
イボガインは、ヒトにおいて薬物欲求の緩和や使用の再発の抑制を示しており、治療薬として承認されず安全性の懸念もあるが、世界中の数十のクリニックで用いられる、半日から1日以内に離脱症状の緩和が生じ、数週間まで薬物への渇望を減少させる。突然死の例が報告されているが、おそらく心整脈を誘発する傾向が原因である。
幻覚剤のアヤワスカがアルコールや麻薬の常習を減らしたという報告もある。禁煙のためにシロシビンを用いた被験者15人の予備的な研究が行われており、半年後では、心理療法やほかの薬物療法の通常35%未満の禁煙率よりも大幅に多い80%という経過が報告されている。
アメリカでの統計調査では、過去1年間におけるオピオイドの依存や乱用のリスクを、大麻の使用は55%低下させ、典型的な幻覚剤（LSD、シロシビンなど）は27%減少させている。

#### 大麻
大麻（幻覚剤ではない）には、コカイン、アルコール、オピエートの依存症における渇望を緩和し、オピエート依存の治療結果を改善するという研究結果がある。

### 自助グループ
アルコール依存症や他の薬物において、回復を目的として、同じような境遇の人々が集まりお互いに影響を与える自助グループがある。
アメリカでは、1935年に12ステップのプログラムを実施する依存症当事者の団体であるアルコホーリクス・アノニマス（AA）が発足している。ナルコティクス・アノニマス(NA)は、薬物依存症を対象としアメリカでアルコホーリクス・アノニマスから発展してきた団体であり、同様に12ステップのプログラムを用いる。これらは、国際的な運動となっている。
日本のDARC(Drug Addiction Rehabilitation Center)は、日本の入寮施設にてナルコティクス・アノニマスのミーティングを行っていた近藤恒夫が始めた当事者の団体である。

### 治療とリハビリテーションのための社会体制の整備
薬物乱用を早期発見し、早期治療に結びつけるため、国連薬物犯罪事務所は次の社会体制整備を必須としている。
- 薬物乱用を早期発見し、治療施設につないでゆく。
- 医療施設のない地域にも活動を拡大していく。
- 医療者・ソーシャルワーカー・カウンセラーらのチームによる精神的・社会的介入。
- カウンセリング、回復のための薬物治療、復職など社会復帰への支援、の協同。

日本では依存症の治療施設が少なく、鎮静剤による依存が増加している。

## 刑罰
アメリカでは1980年代から薬物戦争(英: War on Drug)をスローガンにして厳罰主義となったが、1990年代には薬物の依存と乱用に効果がなくむしろそれらを促進しており、取締りのコストに対して納税者の批判が集まったことから、回復を目指すドラッグコートという施設が実験されていった。国際的には、刑罰ではなく依存症の治療を提供する政策が主流となっているが、日本では薬物依存症についての正確な知識を学ぶ機会が乏しく、精神医療の専門家でさえ厳罰化を唱えることがある。
日本では、このアメリカの政策を後追いした。日本では薬物使用によって、初犯で1年6か月の懲役が言い渡され3年の執行猶予が付く場合が多いが、この期間中に再犯となってしまった場合、再犯として2年の懲役が言い渡され、合計3年6か月の懲役となることが多い。そして、さらに出所後にも再び薬物犯罪となり、再犯荷重として刑が重くなってしまう。
これは、薬物依存症が全くあるいは十分に治療されないため、高い再犯率を維持しているということが指摘されている。通常、司法にかかる費用のほうが、治療にかかる費用よりも高い。日本でも、薬物犯罪の刑の一部執行猶予する法案が取っており、心理療法など治療の整備が求められている。
2018年11月には国連システム事務局調整委員会は、国連システムとしての薬物問題への対処法を確認し声明を出したが、人権に基づくこと、偏見や差別を減らし科学的証拠に基づく防止策や、治療・回復を促すこと、薬物使用者の社会参加を促すことといった考えが含まれている。
2019年6月には、国際麻薬統制委員会 (INCB) も声明を出し、薬物乱用者による個人的な使用のための少量の薬物所持のような、軽微な違反に対して懲罰を行うことを、麻薬に関する単一条約は義務付けておらず、そのような場合には有罪や処罰ではなく、治療や社会への再統合という代替策があるとした。

## 動物の行動
インド、マディヤプラデシュ州の当局から許可を受けた合法的なケシ畑では、アヘン中毒にかかったオウムが襲来して作物を荒らす行動が確認されている。また、アメリカテネシー州の警察当局は、摘発を逃れるために行なわれる下水道への違法薬物投棄がカモやガンなどの鳥類、ワニなどに影響を与える可能性を指摘している。